# توماس كايزر
توماس كايزر (بالسويدية: Tomas Kaiser)‏ هو سائق سيارة سباق ومهندس سويدي، ولد في 2 نوفمبر 1956 في Malung-Sälen Municipality ‏ في السويد.

## روابط خارجية
- توماس كايزر على موقع DriverDB.com (الإنجليزية)